# Metacullia bergi
Metacullia bergi là một loài bướm đêm trong họ Noctuidae.